# دریک (ساری)
دریک روستایی است از توابع بخش مرکزی شهرستان ساری در استان مازندران، ایران.
در این روستا چند دشت برنج (شالی) و بسیار باغ مرکبات اطراف این روستا را حاطه کرده‌است. همچنین یک کانال آب نیز از درون باغ‌های این روستا می‌گذرد.

## جمعیت
این روستا در دهستان مذکوره قرار داشته و براساس آخرین سرشماری مرکز آمار ایران که در سال ۱۳۸۵ صورت گرفته، جمعیت آن ۳۳۱نفر (۸۶خانوار) بوده‌است.